# 朱尔斯·佩罗

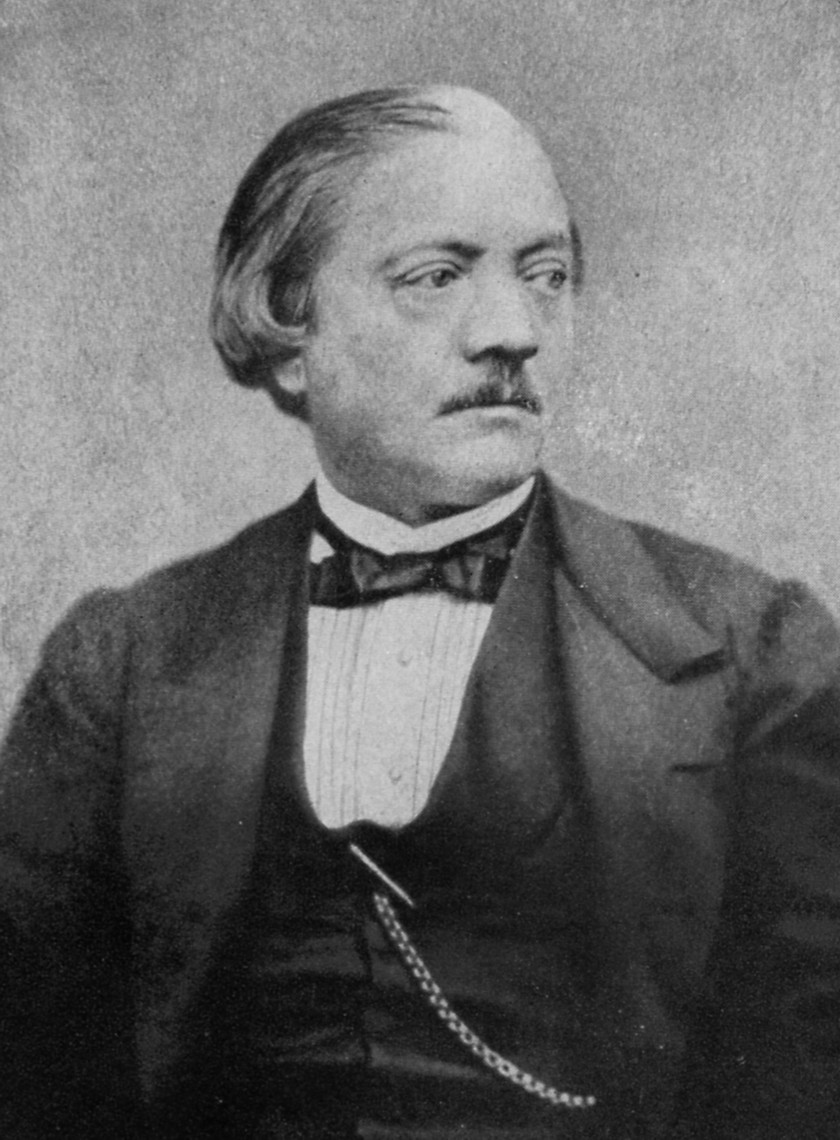
朱尔斯·佩罗

朱尔斯·约瑟夫·佩罗（1810年8月18日 – 1892年8月29日）是一位法国芭蕾舞者和编舞家，生于里昂。他与他人合作创作了吉賽爾。他還经常与玛丽·塔里奥尼共舞。 朱尔斯·佩罗後來前往圣彼得堡加入當地的芭蕾舞團。